# Bernold d'Utrecht
Bernold d'Utrecht (mort el 19 de juliol de 1054) va ser bisbe d'Utrecht entre 1026/27 i 1054. Les seves relíquies, incloent una túnica de tela, són venerades a Utrecht, i el seu culte com sant es remunta almenys al segle xiv. El 1917, va ser nomenat patró del gremi dels artistes dels Països Baixos.

## Història
Bernold va succeir sant Adalbold com a bisbe d'Utrecht el 24 de setembre 1027, quan va ser nomenat per l'emperador del Sacre Imperi Romanogermànic Conrad II. Probablement era un funcionari de la cort de Conrad abans d'assumir l'important càrrec com a príncep-bisbe: cap episcopal i senyor feudal secular dintre de l'Imperi. Com a partidari de Conrad i el seu successor Enric III, Bernold va prendre part en la reforma de l'església activa, ajudant a reduir el poder episcopal sobre els Ordes monàstics, i a enfortir l'orde cluniacenca en els seus dominis, amb l'afebliment dels senyors sobre el control de les esglésies i les terres de l'església, i ajudar l'emperador. Per aconseguir tot això Conrad i Enric van ampliar la seva seu, provocant el disgust de la noblesa local. Bernold va viatjar en la campanya de 1041 amb Enric III contra els hongaresos. Durant les visites efectuades per Enric a Utrecht als anys 1040 i 1042 es va ampliar la seu. Un rebel·lió de la noblesa el 1046 va ser derrotada per Enric i al Consell d'Aquisgrà de l'any 1049 es va veure a Bernold ampliat en el seu poder.
El bisbe Bernold va construir les esglésies col·legials de Sant Joan (Janskerk) el 1040, Sant Pere (St Pieterskerk) el 1039, i la Abadía de Sant Pau i la seva església (St Pauluskerk.) Amb l'església de Santa Maria (Mariakerk) (començada el 1090), formen l'exterior del "Kerkenkruis": una creu d'esglésies, formada per quatre esglésies i com punt focal central la catedral de Sant Martí d'Utrecht.